# Палацоло дело Стела
Палацо̀ло дело Стѐла (на италиански: Palazzolo dello Stella; на фриулски: Palaçûl, Палачул) е малко градче и община в Северна Италия, провинция Удине, автономен регион Фриули-Венеция Джулия. Разположено е на 5 m надморска височина. Населението на общината е 3042 души (към 2010 г.).